# Drama (album Aespy)
Drama – czwarty minialbum południowokoreańskiej grupy Aespa. Został wydany przez SM Entertainment 10 listopada 2023 roku i zawiera sześć utworów, w tym główny singel o tej samej nazwie.

## Tło wydania
W lutym 2023 roku, podczas ich inauguracyjnego koncertu Synk: Hyper Line, grupa wykonała wówczas niepublikowane jeszcze utwory: „Hot Air Balloon”, „YOLO” i „Don't Blink”. 10 października SM Entertainment ogłosiło, że 10 listopada grupa wyda swój czwarty minialbum zatytułowany Drama. Tego samego dnia ukazał się również zwiastun wprowadzający. Sześć dni później opublikowano harmonogram promocji. 30 października opublikowano teaser z przykładowym nastrojem, a 3 listopada - teaser z fragmentami utworów z minialbumu. 6 listopada opublikowano teasery zainspirowane koncepcją serialu telewizyjnego dla Winter i Giselle, a następnego dnia teasery Kariny i Ningning. 9 listopada ukazał się zwiastun teledysku do „Drama”. Minialbum został wydany razem z teledyskiem do „Drama” 10 listopada.

## Koncepcja
Według SM Entertainment, Drama zaprezentuje „ewoluujące osobowości” Aespy przy „świeżej muzyce”, „opierając się jednocześnie na wcześniejszym wątku narracyjnym”, gdyż grupa „teraz wyzwala się z traumy wywołanej serią wydarzeń w 'Synk Out' i 'Hallucination Quest' [w fabule SMCU dla Aespa]”.

## Kompozycja
Standardowa edycja albumu Drama składa się z sześciu utworów różnych gatunków, w tym hip hopu, tańca i akustycznego popu. Podobnie jak w przypadku poprzednich wydań grupy, Drama przyniesie „wprowadzi nowy rozdział w historię SMCU” poprzez opowiadanie historii za pomocą „unikalnej muzyki i wizualizacji”. Główny singiel „Drama” został opisany jako utwór hip-hopowy i dance'owy charakteryzujący się „agresywnym brzmieniem perkusji i wyrafinowanym basem syntezatorowym”, z tekstem o „pewnej postawie, że każda historia zaczyna się od Aespa”. Drugi utwór „Trick or Trick” to taneczna piosenka z „ciężkim basem” i „hipnotycznym urokiem”. Trzeci utwór „Don't Blink” to piosenka w stylu country, skupiający się na „wokalach Aespa”. Czwarty utwór „Hot Air Balloon” zawiera tekst, który „opisuje podróż w niebo z kimś wyjątkowym”. Piąty utwór „YOLO” to pop-punkowy utwór z „mieszanką popu i metalowej gitary”. Szósty utwór „You” zawiera teksty wypełnione „pełnymi szczerości wobec [fanów grupy]”. W edycji cyfrowej, która zawiera wcześniej wydany przez grupę angielski singiel „Better Things” jako utwór dodatkowy.

## Odbiór komercyjny
Drama zadebiutowała na trzecim miejscu na koreańskiej liście Circle Album Chart w wydaniu z datą 19-25 listopada 2023 roku. W Japonii minialbum zadebiutował na 27. miejscu na liście Billboard Japan Hot Albums w wydaniu z datą 15 listopada 2023 roku; na komponentowej liście minialbum zadebiutował na 11. miejscu w Top Download Albums. Na liście Oricon minialbum zadebiutował na 11. miejscu na liście Albums Chart oraz na dziesiątym miejscu na Combined Albums Chart w wydaniu z datą 27 listopada 2023 roku.
W Stanach Zjednoczonych Drama zadebiutowała na 33. miejscu na liście Billboard 200 oraz na drugim miejscu na liście Billboard World Albums w wydaniu z datą 25 listopada 2023 roku. W Wielkiej Brytanii minialbum zadebiutował na dziesiątym miejscu na UK Album Downloads Chart OCC, na 33. miejscu na UK Albums Sales oraz na 45. miejscu na UK Physical Albums w wydaniu z datą 17-23 listopada 2023 roku. W Australii minialbum zadebiutował na czwartym miejscu na liście ARIA Top 20 Hitseekers Albums Chart w wydaniu z datą 20 listopada 2023 roku. We Francji minialbum zadebiutował na 30. miejscu na liście Top Albums SNEP w wydaniu z datą 17 listopada 2023 roku. Węgry minialbum zadebiutował na 19. miejscu na liście MAHASZ Top Albums 40 Chart w wydaniu z datą 10-16 listopada 2023 roku. W Polsce minialbum zadebiutował na 28. miejscu na liście OLiS ZPAV w wydaniu z datą 10-16 listopada 2023 roku. W Szkocji minialbum zadebiutował na 43. miejscu na liście Scottish Albums Chart OCC w wydaniu z datą 17-23 listopada 2023 roku. W Hiszpanii minialbum zadebiutował na 79. miejscu na liście PROMUSICAE Top 100 Albums Chart w wydaniu z datą 10-16 listopada 2023 roku.

## Lista utworów
| CD | CD                                             | CD                                                  | CD                                                                                         | CD                                                       | CD      |
| Nr | Tytuł utworu                                   | Tekst                                               | Kompozycja                                                                                 | Aranżacja                                                | Długość |
| -- | ---------------------------------------------- | --------------------------------------------------- | ------------------------------------------------------------------------------------------ | -------------------------------------------------------- | ------- |
| 1. | „Drama”                                        | Bang Hye-hyun (JamFactory), Ellie Suh (153/Joombas) | No Identity, Waker (153/Joombas), Ejae, Charlotte Wilson                                   | No Identity                                              | 3:35    |
| 2. | „Trick or Trick”                               | Kim Min-ji (JamFactory)                             | Kristin Langsrud, August Dagestad, Johanne Lid, Stian Nyhammer Olsen                       | Stian Nyhammer Olsen                                     | 2:55    |
| 3. | „Don't Blink”                                  | Hwang Yu-bin (VeryGoods)                            | Dillon Deskin, Tima Dee, Deanna Villarreal                                                 | Dillon Deskin                                            | 2:49    |
| 4. | „Hot Air Balloon”                              | Jo Yoon-kyung                                       | Moa "Cazzi Opeia" Carlebecker, Ellen Berg, Alysa, Nermin Harambasic, Stian Nyhammer Olsen  | Stian Nyhammer Olsen, Alysa                              | 3:19    |
| 5. | „YOLO”                                         | Na Yun-jeong (Lalala Studio)                        | Albi Albertsson (Clarity-X), Anna Timgren                                                  | Albi Albertsson (Clarity-X)                              | 3:09    |
| 6. | „You”                                          | Lee O-neul                                          | Jake K (Artiffect), Maria Marcus, MCK (Artiffect), St_Knox (Artiffect), Louise Frick Sveen | Jake K (Artiffect) ,MCK (Artiffect), St_Knox (Artiffect) | 3:23    |
| 7. | „Better Things” (Digital download / streaming) | Leroy Clampitt, Rachel Keen                         | Leroy Clampitt, Rachel Keen                                                                | Leroy Clampitt, Rachel Keen                              | 3:23    |

## Notowania
| Lista                               | Pozycja | Źr.    |
| ----------------------------------- | ------- | ------ |
| South Korean Albums (Circle)        | 3       | [ 31 ] |
| Australian Hitseekers Albums (ARIA) | 4       |        |
| Croatia International Albums (HDU)  | 5       | [ 32 ] |
| French Albums (SNEP)                | 30      | [ 33 ] |
| Hungarian Albums (MAHASZ)           | 19      | [ 34 ] |
| Japanese Albums (Oricon)            | 5       | [ 35 ] |
| Japanese Combined Albums (Oricon)   | 5       | [ 36 ] |
| Japan Hot Albums (Billboard Japan)  | 5       | [ 37 ] |
| Polish Albums (ZPAV)                | 28      | [ 38 ] |
| Portuguese Albums (AFP)             | 5       | [ 33 ] |
| Scottish Albums (OCC)               | 43      | [ 39 ] |
| Spanish Albums (PROMUSICAE)         | 79      | [ 33 ] |
| UK Album Downloads (OCC)            | 10      | [ 40 ] |
| UK Albums Sales (OCC)               | 33      | [ 41 ] |
| UK Physical Albums (OCC)            | 45      | [ 42 ] |
| US Billboard 200                    | 33      | [ 43 ] |
| US World Albums (Billboard)         | 2       | [ 44 ] |